# فرودگاه سوپادیو
فرودگاه سوپادیو (به انگلیسی: Supadio Airport) (به زبان بومی: Bandar Udara Internasional Supadio) یک فرودگاه همگانی با کد یاتا PNK است که یک باند فرود آسفالت دارد و طول باند آن ۲۲۵۰ متر است. این فرودگاه در کشور اندونزی قرار دارد و در ارتفاع ۳ متری از سطح دریا واقع شده است.